# Бальтмансвайлер
Бальтмансвайлер (нем. Baltmannsweiler) — община в Германии, в земле Баден-Вюртемберг. 
Подчиняется административному округу Штутгарт. Входит в состав района Эслинген.  Население составляет 5554 человека (на 31 декабря 2010 года). Занимает площадь 18,54 км².
Коммуна подразделяется на 2 сельских округа.